# Stazione di Raiano
La stazione di Raiano è una stazione ferroviaria della ferrovia Terni-Sulmona a servizio del comune di Raiano.

## Storia
La stazione ferroviaria di Raiano venne attivata nel 1875. Fu danneggiata durante la seconda guerra mondiale, ma al termine del conflitto venne subito ricostruita.

## Strutture e impianti
La stazione è gestita da Rete Ferroviaria Italiana (RFI). Il fabbricato viaggiatori ospita i servizi per i viaggiatori quali la sala d'attesa. Il piazzale è dotato di due binari: il binario 1 è il binario di precedenza, mentre il binario 2 è il binario di corsa. Entrambi vengono utilizzati per effettuare gli incroci ferroviari fra i treni.

## Movimento
La stazione è servita da treni regionali gestiti da Trenitalia per conto della regione Abruzzo, diretti a L'Aquila e Sulmona.

## Servizi
- Sala d'attesa